# Hispellinus formosanus
Hispellinus formosanus is een keversoort uit de familie bladkevers (Chrysomelidae). De wetenschappelijke naam van de soort werd in 1927 gepubliceerd door Uhmann.